# Bebearia harleyi
Bebearia harleyi är en fjärilsart som beskrevs av Fox 1968. Bebearia harleyi ingår i släktet Bebearia och familjen praktfjärilar. Inga underarter finns listade i Catalogue of Life.